# Gavrana tiphiipuppis
Gavrana tiphiipuppis là một loài tò vò trong họ Ichneumonidae.